# Чакмак (Кыргызстан)
Чакмак (кирг. Чакмак) — село в Алайском районе Ошской области Кыргызстана. Входит в состав Гульчинского айылного аймака.

## География
Село расположено в южной части области, на правом берегу реки Куршаб, на расстоянии приблизительно 2 километров (по прямой) к юго-востоку от села Гульча, административного центра района. Абсолютная высота — 1592 метра над уровнем моря.

## Население
Согласно оценочным данным Национального статистического комитета Кыргызской Республики, численность населения села на начало 2023 года составляла 623 человека.
| год     | 2009 | 2014 | 2015 | 2020 | 2021 | 2023 |
| ------- | ---- | ---- | ---- | ---- | ---- | ---- |
| человек | 440  | 455  | 465  | 519  | 521  | 623  |